# 32807 Quarenghi
32807 Quarenghi este un asteroid din centura principală de asteroizi.

## Descriere
32807 Quarenghi este un asteroid din centura principală de asteroizi. A fost descoperit pe 24 septembrie 1990 la Observatorul de Astrofizică din Crimeea de Liudmila Juravliova și G. R. Kastel'. Asteroidul prezintă o orbită caracterizată de o semiaxă mare de 2,30 ua, o excentricitate de 0,17 și o înclinație de 2,2° în raport cu ecliptica.